# مژژ یکم گنونی
مژژ یکم گنونی (ارمنی: Մժեժ Ա Գնունի) نجیب‌زاده ارمنی از دودمان گنونی که سمت مرزبانی ارمنستان ساسانی را بین سال‌های ۵۱۸ تا ۵۴۸ برعهده داشت.